# پیوتر گرابوفسکی
پیوتر گرابوفسکی (لهستانی: Piotr Grabowski؛ ‏ ۳۰ مارس ۱۹۴۷–۷ ژانویه ۱۹۹۸) بازیگر اهل لهستان است.
از فیلم‌ها یا مجموعه‌های تلویزیونی که وی در آن‌ها نقش داشته‌است، می‌توان به پزشک قلابی، سرنوشت‌های لهستانی، قمار فوتبال، به‌دور از جاده، داستان‌های عاشقانه، شیطان، به تاخت، ناپلئون، یانا، خانه، سربازان آزادی و عملیات زرادخانه اشاره نمود.